# Rarities (álbum de The Beatles)
Rarities es un álbum recopilatorio doble que contiene las canciones de 1963 a 1969 de la banda de rock The Beatles, lanzado el 2 de diciembre de 1978. Sin relación entre sí que fueron publicados en Gran Bretaña en 1979 —proveniente de la caja recopilatoria de álbumes editada en 1978— y en Estados Unidos en 1980.

## Álbum británico
Rarities es un álbum recopilatorio británico con una selección de canciones de The Beatles. El álbum fue lanzado originalmente como parte de The Beatles Collection, una caja recopilatoria con todos la discografía británica original de The Beatles, pero fue lanzado posteriormente por separado. El álbum no ha sido editado en CD, pero todas las pistas están disponibles en el CD recopilatorio Past Masters.
Rarities fue lanzado con el fin de incluir las canciones menos conocidas y que no se incluyeron en cualquier otro álbum de The Beatles, incluye lado-B de sencillos, dos grabaciones en lengua alemana, las pistas de un EP con material exclusivo, una canción grabada para el mercado estadounidense y la versión de "Across the Universe", que había aparecido previamente en un álbum de caridad llamado No One's Gonna Change Our World. 
La elección de las canciones parece asumir que el cliente ya tiene toda la emisión regular de los álbumes británicos (es decir, los discos incluidos en la caja recopilatoria de 1978), además de The Beatles/1962-1966, The Beatles/1967-1970 y Magical Mystery Tour, pero no A Collection of Beatles Oldies o Hey Jude. De tal modo que se tendría cada canción del catálogo de The Beatles, con excepción de todas las canciones incluidas en Rarities. (Sin embargo, todavía faltaría la versión original de "Love Me Do" con Ringo Starr en la batería.)
El álbum se publicó el 2 de noviembre de 1978 en Gran Bretaña, como parte de la edición británica de The Beatles Collection. También se publicó el 12 de octubre de 1979 en el Reino Unido como un álbum por separado. En los Estados Unidos se lanzó un álbum con el mismo nombre.

### Lista de canciones
Todas las canciones escritas por Lennon/McCartney, excepto donde se indique. Las canciones son en mono al menos que se indique como estéreo.
Cara A
1. "Across the Universe" (versión "Wildlife" para el álbum No One's Gonna Change Our World) estéreo
2. "Yes It Is" (Lado-B)
3. "This Boy" (Lado-B)
4. "The Inner Light" (Harrison) (Lado-B)
5. "I'll Get You" (Lado-B)
6. "Thank You Girl" (Lado-B)
7. "Komm, Gib Mir Deine Hand" (versión alemana de "I Want to Hold Your Hand") estéreo
8. "You Know My Name (Look Up the Number)" (Lado-B)
9. "Sie Liebt Dich" (versión alemana de "She Loves You") estéreo

Cara B
1. "Rain" (Lado-B)
2. "She's a Woman" (Lado-B)
3. "Matchbox" (Perkins) (Del EP "Long Tall Sally")
4. "I Call Your Name" (De "Long Tall Sally" EP)
5. "Bad Boy" (Williams) (Grabada para el LP estadounidense Beatles VI) estéreo
6. "Slow Down" (Williams) (Del EP "Long Tall Sally")
7. "I'm Down" (Lado-B)
8. "Long Tall Sally" (Johnson/Penniman/Blackwell) (Del EP "Long Tall Sally")

## Álbum estadounidense
Rarities fue el nombre de un álbum recopilatorio lanzado por Capitol Records con una selección de canciones de The Beatles. El nombre del álbum fue inspirado por la recopilación británica Rarities que fue lanzado como parte de la caja recopilatoria The Beatles Collection.
La mayoría de las canciones del álbum británico ya estaban disponibles en discos estadounidenses anteriores. Como resultado, Capitol hizo un álbum con pistas que eran poco frecuentes en los Estados Unidos. Se incluyen temas no publicados anteriormente por Capitol o Apple y versiones alternativas de varias canciones conocidas que no estaban disponibles en los Estados Unidos. El desplegable de la portada del álbum incluye la original y controvertida foto del "carnicero" de la portada del álbum estadounidense Yesterday and Today. El álbum Rarities no se ha editado en CD, aunque la mayoría del contenido de este álbum están disponibles en CD de otras recopilaciones, especialmente en The Beatles in Mono y The Beatles Stereo Box Set.

### Lista de canciones
Todas las canciones escritas por Lennon/McCartney, excepto donde se indique lo contrario.
Cara A
1. "Love Me Do" (con Ringo Starr en la batería)
2. "Misery"
3. "There's a Place"
4. "Sie Liebt Dich"
5. "And I Love Her" (versión alternativa, originalmente publicada en Alemania)
6. "Help!" (sencillo con voces diferentes al LP)
7. "I'm Only Sleeping"
8. "I Am the Walrus"

Cara B
1. "Penny Lane"
2. "Helter Skelter"
3. "Don't Pass Me By" (Starkey) (versión rápida)
4. "The Inner Light" (Harrison) (anteriormente lanzada como el lado B de Lady Madonna)
5. "Across the Universe" (versión "Wildlife" del álbum No One's Gonna Change Our World)
6. "You Know My Name (Look Up the Number)" (anteriormente lanzada como el lado B de Let It Be)
7. "Sgt. Pepper Inner Groove" (parte final del lanzamiento británico de Sgt. Pepper's Lonely Hearts Club Band, pero no fue incluida en la versión estadounidense del álbum. Se compone de un tono de 15 kilohertz (similar a un pitido), seguido por dos segundos de risa y el ruido en la ranura de desviación).